# Железнодорожная артиллерия итальянского флота
Королевские военно-морские силы Италии применяли железнодорожную артиллерию в ходе Первой и Второй мировых войн главным образом для обороны побережья и портов. Артиллерийские поезда береговой обороны формально не являлись бронепоездами, так как не были бронированы, и только на одном типе состава орудия устанавливались в броневых башнях.

## Первая Мировая война
Во время Первой Мировой войны Итальянский Королевский Флот использовал артиллерийские поезда, вооружённые корабельными орудиями малого и среднего калибра, для действий на железнодорожных линиях адриатического побережья. Поезда были сконструированы в 1915 г. Управлением артиллерии и вооружений Королевского военно-морского арсенала базы Ла-Специя, для их создания были использованы грузовые вагоны и усиленные модифицированные платформы типа POZ компании государственных железных дорог Ferrovie dello Stato, на которые устанавливались морские орудия малого калибра, зенитные пушки и пулемёты. Платформы для 152-мм орудий конструировались непосредственно в арсенале. Эти поезда фактически не были бронированы, орудия на них обслуживали артиллеристы итальянского флота, а подвижной состав — персонал компании Ferrovie dello Stato.

### Организация
152-мм орудия устанавливались на платформы на лафетах со щитами «адмиралтейского» типа, с углом возвышения до 28о , поворачиваться при наводке могли на 360о. Лафеты прикреплялись болтами — по одному орудию на платформу типа POZ. На том же типе платформы могли устанавливаться две 120-мм пушки на тумбовых установках со щитами. Зенитные 76-мм орудия не имели щитов. Каждая платформа с орудиями была оснащена четырьмя ручными домкратами, которые позволяли опустить батарею на уровень железнодорожного полотна.
Артиллерийские поезда были подключены к сети военного телеграфа. Каждый поезд был оборудован полевым телеграфным аппаратом и телефоном, и с помощью специальных стержней мог подключаться к телеграфной сети и таким образом связываться с другими поездами, станциями и наблюдательными постами.
Каждому составу назначался сектор прикрытия около 60 км на побережье, и поезд обычно находился на станции или в туннеле в центральной части сектора, так, что максимально быстро мог прибыть в любой район сектора. Если не было базы в центре сектора, так как атаки с моря часто происходили в утренние часы на рассвете, поезд находился в засаде в центре зоны патрулирования, так что ему пришлось бы преодолеть не более 30 км, что на его скорости занимало около 25 минут. Чтобы уменьшить время прибытия [к участку, подвергшемуся нападению], во время войны было приказано ограничить движение грузовых поездов на 40 минут с рассвета, с тем, чтобы рельсовые пути были свободны, и артиллерийский поезд с котлами под давлением, был готов выехать по тревоге.
Управление службы железнодорожной артиллерии флота располагалось в Анконе, для обороны которой там постоянно базировался артиллерийский поезд Т. А. VII со 120-мм орудиями. Управление подчинялось Главному Командованию военно-морского округа Верхней Адриатики со штабом в Венеции, и обеспечивало мобильную береговую оборону побережья Адриатики от Равенны до Бари, особенно в районах наиболее подверженных атакам австро-венгерского флота между Равенной и Термоли и между Барлеттой и Бари.
Во время войны было сформировано 12 составов артиллерийских поездов, получивших обозначения от T.A. I до T.A. XII. Каждый артиллерийский поезд сопровождался поездом материально-технического обеспечения, и во время передвижений, не связанных непосредственно с боевыми действиями, они двигались вместе в одном составе. В зависимости от установленного вооружения выделялись три типа составов.
В качестве локомотивов в артиллерийских поездах применялись паровозы FS 290 или FS 875, один паровоз в голове состава, другой в хвосте. Обычно состав включал от трёх до пяти платформ с орудиями, от двух до четырёх вагонов с боеприпасами и командный вагон. Поезд материально-технического обеспечения включал жилой вагон для офицеров и унтер-офицеров, два вагона для размещения солдат, вагон-камбуз, мастерскую и вагон для хранения материалов.
Артиллерийский поезд Тип 1
Боевой состав: 2 локомотива и 8 платформ и вагонов
| Подвижной состав                         | Число единиц | Назначение                                         |
| ---------------------------------------- | ------------ | -------------------------------------------------- |
| паровозы FS 290 или FS 875               | 2            | Локомотивы в голове и хвосте состава               |
| Модифицированный вагон-платформа типа РО | 1            | Вагон командования и управления огнём              |
| Вагон-платформа типа POZ                 | 1            | Платформа для зенитных орудий 2 * 76/40            |
| Вагон типа F                             | 1            | Вагон для хранения боеприпасов                     |
| Вагон-платформа типа POZ                 | 4            | Платформы для морских орудий: на каждой 1 * 152/40 |
| Вагон типа F                             | 1            | Вагон для хранения боеприпасов                     |

Артиллерийский поезд Тип 1 во время Первой Мировой Войны. На первой платформе командный вагон, далее платформа с 76-мм зенитными орудиями и платформы со 152-мм морскими орудиями
Состав материально-технического обеспечения: 1 локомотив и 8 вагонов
| Подвижной состав          | Число единиц | Назначение                                      |
| ------------------------- | ------------ | ----------------------------------------------- |
| паровоз FS 290 или FS 875 | 1            | Локомотив                                       |
| вагон типа F1 1908        | 1            | Вагон-камбуз                                    |
| Вагон типа F              | 2            | Вагон для хранения запасных частей и мастерская |
| Вагон типа ABz 1910       | 1            | Вагон для размещения офицеров                   |
| Вагон типа DPz 88000      | 1            | Вагон для размещения солдат                     |
| Вагон типа F              | 2            | Вагоны для хранения боеприпасов                 |

Личный состав: 5 офицеров, 14 унтер-офицеров и 70 солдат и матросов.
Артиллерийский поезд Тип 2

Боевой состав: 2 локомотива и 7 платформ и вагонов
| Подвижной состав                         | Число единиц | Назначение                                                                 |
| ---------------------------------------- | ------------ | -------------------------------------------------------------------------- |
| паровозы FS 290 или FS 875               | 2            | Локомотивы в голове и хвосте состава                                       |
| Модифицированный вагон-платформа типа РО | 1            | Вагон командования и управления огнём                                      |
| Вагон-платформа типа POZ                 | 2            | Платформа для зенитных орудий 2 * 76/40 + 2 пулемёта Кольт-Браунинг 6,5 мм |
| Вагон-платформа типа POZ                 | 2            | Платформы для морских орудий: на каждой 2 * 120/45                         |
| Вагон типа F                             | 2            | Вагоны для хранения боеприпасов                                            |

Состав материально-технического обеспечения: 1 локомотив и 5 вагонов
| Подвижной состав          | Число единиц | Назначение                                      |
| ------------------------- | ------------ | ----------------------------------------------- |
| паровоз FS 290 или FS 875 | 1            | Локомотив                                       |
| вагон типа F1 1908        | 1            | Вагон-камбуз                                    |
| Вагон типа FF             | 2            | Вагон для хранения запасных частей и мастерская |
| Вагон типа ABz 1910       | 1            | Вагон для размещения офицеров и личного состава |
| Вагон типа F              | 2            | Вагоны для хранения боеприпасов                 |

Личный состав: 5 офицеров, 10 унтер-офицеров и 50 солдат и матросов.
Артиллерийский поезд Тип 3

Боевой состав: 2 локомотива и 8 платформ и вагонов
| Подвижной состав                         | Число единиц | Назначение                                                                           |
| ---------------------------------------- | ------------ | ------------------------------------------------------------------------------------ |
| паровозы FS 290 или FS 875               | 2            | Локомотивы в голове и хвосте состава                                                 |
| Модифицированный вагон-платформа типа РО | 1            | Вагон командования и управления огнём                                                |
| Вагон-платформа типа POZ                 | 4            | Платформы для зенитных орудий на каждой 2 * 76/40 + 2 пулемёта Кольт-Браунинг 6,5 мм |
| Вагон типа FF                            | 1            | Вагон-мастерская                                                                     |
| Вагон типа F                             | 2            | Вагоны для хранения боеприпасов                                                      |

Состав материально-технического обеспечения: 1 локомотив и 6 вагонов
| Подвижной состав          | Число единиц | Назначение                                      |
| ------------------------- | ------------ | ----------------------------------------------- |
| паровоз FS 290 или FS 875 | 1            | Локомотив                                       |
| вагон типа F1 1908        | 1            | Вагон-камбуз                                    |
| Вагон типа FF             | 1            | Вагон для хранения запасных частей и мастерская |
| Вагон типа DPz            | 2            | Вагон для размещения офицеров и личного состава |
| Вагон типа F              | 2            | Вагоны для хранения боеприпасов                 |

Личный состав: 5 офицеров, 10 унтер-офицеров и 60 солдат и матросов

### Боевые действия
3 февраля 1916 г. соединение австро-венгерского флота, в которое входили броненосный крейсер «Санкт-Георг», 3 эсминца и 2 миноносца подошло к итальянскому побережью для обстрела Ортоны и Сан-Вито-Кьетино. Австрийскую флотилию встретил артиллерийский поезд итальянского флота, вооружённый 152-мм орудиями, и своим огнём заставил корабли противника прекратить обстрел.
15 февраля 1916 один артиллерийский поезд участвовал в обороне Римини, который бомбили австрийские гидросамолёты. 23 июня другой артиллерийский поезд заставил отступить два австрийских эсминца, которые обстреливали Гроттаммаре. 27 июля артиллерийский поезд своим огнём противодействовал австрийским самолётам, которые бомбили Бари, Мольфетту и Отранто.
5 ноября огнём орудий поезда были повреждены два эсминца из трёх, обстреливавших Сан-Эльпидио-а-Маре. Последний бой Первой Мировой Войны, в котором участвовал артиллерийский поезд итальянского флота, произошёл 28 ноября 1917 г., когда артиллерия поезда заставила отступить несколько австрийских торпедных катеров и эсминцев типа «Татра», обстреливавших Римини, Чезенатико, Маротту и Сенигаллию.

## Вторая Мировая Война
Результаты службы артиллерийских поездов были отличными, и после войны организация железнодорожной артиллерии береговой обороны была сохранена и расширена, распространившись на все прибрежные железнодорожные линии. Проводились испытания новой платформы со 152-мм орудием в бронированной башне, оборудованной бронированным снарядным погребом на 64 выстрела, но эта платформа так и осталась на стадии прототипа. Таким образом, платформа со 152-мм орудием оставалась той же, что и во время Первой Мировой. Но 120-мм орудия получили новую платформу: в центральной части платформы типа POZ была установлена бронированная башня для орудия. В передней и задней частях платформы (перед башней и позади неё) были установлены два каземата. Один из них выполнял функции ниши для боеприпасов, в другом размещался расчёт орудия. Зенитные платформы были вооружены тремя 102-мм орудиями на открытых тумбовых установках, двумя 76-мм орудиями 76/40 и двумя 20-мм пушками «Скотти-Изотта-Фраскини» или двумя 13,2-мм пулемётами «Бреда Мод.31». Каждая платформа с орудиями была оснащена четырьмя ручными домкратами, которые позволяли опустить батарею на уровень железнодорожного полотна.
Управление огнём осуществлялось из командного вагона, оборудованного пультом управления, куда поступали данные с дальномерной башенки поезда, дополняемые данными с наземных дальномерных постов, которые сообщались по телефону.
Платформа типа POZ со 120-мм орудием в броневой башне и с двумя казематами. Слева частично виден командный вагон с дальномерной башенкой
В апреле 1939 г. было вооружено 12 артиллерийских поездов, позже в ходе войны их число было доведено до 14. Поезда были дислоцированы на направлении вероятной атаки со стороны Франции. Поэтому в августе 1939 из них были сформированы две группы подвижной обороны (по телеграфному коду обозначаемые MARIMOBIL), каждая под командованием капитана 3-го ранга (capitano di corvetta). Первой была Лигурийская группа со штабом в Генуе и тыловой базой в Ла-Специи, действовавшая в составе оборонительной системы Лигурийского Вала и береговой обороны Генуи, усиливая оборону и пользуясь её дальномерными постами. Второй была Подвижная группа артиллерийских поездов со штабом в Палермо и тыловой базой в Таранто. Вооружение поездов продолжалось до апреля 1940, когда они поступили на службу.
В 1943 г. штаб Подвижной группы MARIMOBIL из Палермо был переведён в Мессину, а 31 июля, группа, потеряв все поезда в ходе боевых действий, была расформирована. Лигурийская группа артиллерийских поездов со штабом в Генуе была расформирована после перемирия 8 сентября 1943 г. На Сицилии артиллерийские поезда были подорваны экипажами при отступлении с острова. Поезда, остававшиеся в Лигурии, были захвачены немцами, использовавшими их орудия для укрепления Готской линии.

### Организация
Артиллерийские поезда включали боевые составы и эшелоны материально-технического обеспечения. Они обозначались аббревиатурой Т. А. (treno armato), далее обозначался калибр установленных орудий и номер поезда относительно других составов, вооружённых орудиями того же калибра. Буква Т или S обозначала тыловую базу (Таранто или Ла-Специя). Однако в ходе войны эта система подверглась изменениям. Сначала в составе каждой из двух групп было по 6 артиллерийских поездов. Из 12 поездов пять были вооружены 152-мм орудиями, четыре — 120-мм, один — 102-мм и два — 76-мм.
К началу войны в состав Лигурийской группы MARIMOBIL (Генуя — Ла-Специя) входили следующие артиллерийские поезда:
- T.A. 120/1/S (Вадо-Лигуре)
- T.A. 120/2/S (Альбенга)
- T.A. 120/3/S (Альбисола-Супериоре)
- T.A. 120/4/S (Коголето)
- T.A. 152/5/S (Рекко)
- T.A. 76/1/S (Сампьердарена): в составе территориальной ПВО (Milizia DICAT)

Подвижная группа MARIMOBIL (Палермо — Таранто) включала следующие артиллерийские поезда:
- T.A. 152/1/T (Термини-Имерезе)
- T.A. 152/2/T (Карини)
- T.A. 152/3/T (Кротоне)
- T.A. 152/4/T (Порто-Эмпедокле)
- T.A. 102/1/T (Сиракузы): в составе территориальной ПВО
- T.A. 76/1/T (Порто-Эмпедокле): в составе территориальной ПВО

После начала войны артиллерийские поезда дежурили на станциях с котлами под давлением, защищённые каменными укреплениями и камуфляжем, и всегда готовые выехать по тревоге. Кроме того, на каждой станции сапёры Инженерного корпуса флота обеспечили размещение личного состава в каменных казармах, так как товарные вагоны не подходили для постоянного использования. При объявлении тревоги боевой состав мог немедленно выехать к атакуемому участку. Прибыв к участку побережья, подвергшемуся атаке противника, экипаж стабилизировал платформы с орудиями на железнодорожном полотне с помощью ручных домкратов, а локомотив отцепляли и укрывали в ближайшем туннеле.
В ноябре 1941 к 12 артиллерийским поездам были добавлена два поезда «Тип 3-бис», вооружённые 76-мм орудиями, снятыми с поездов Т. А.152. Эти два поезда, получившие обозначения Т. А.76/2/Т и Т. А.76/3/Т базировались в Ликате и Мадзара-дель-Валло.
Когда угроза высадки союзников на побережье стала реальной, артиллерийские поезда были сосредоточены на Сицилии. К 10 июля 1943 г. в составе двух групп железнодорожной береговой артиллерии флота было 14 артиллерийских поездов. Состав Подвижной группы на Сицилии со штабом в Мессине (MARIMOBIL Messina) был увеличен до 10 поездов:
- T.A. 152/1/T (Термини-Имерезе)
- T.A. 152/2/T (Карини)
- T.A. 102/1/T (Сиракузы)
- T.A. 76/1/T (Порто-Эмпедокле)
- T.A. 76/2/T (Ликата)
- T.A. 76/3/T (Мадзара-дель-Валло)
- T.A. 120/1/S (Сидерно)
- T.A. 120/3/S (Порто-Эмпедокле)
- T.A. 120/4/S (Катания)
- T.A. 152/3/T (Кротоне)

В составе Лигурийской группы со штабом в Генуе (MARIMOBIL Genova) остались следующие поезда:
- T.A. 152/5/S (Вольтри)
- T.A. 152/4/T (Альбисола)
- T.A. 120/2/S (Вадо)
- T.A. 76/1/S (Сампьердарена)

Боевые артиллерийские поезда и поезда материально-технического обеспечения имели следующий подвижной состав:
- Боевой состав: 2 локомотива и 8 вагонов.
- Состав материально-технического обеспечения: 1 локомотив и 7 вагонов.

В экипаж каждого артиллерийского поезда входили: 1 капитан-лейтенант (командир поезда), 1 младший лейтенант (помощник командира), 1 лейтенант Корпуса морских экипажей, 25 унтер-офицеров и 95 матросов.
Артиллерийский поезд Т. А.120
| Подвижной состав                    | Число единиц | Назначение                                                          |
| ----------------------------------- | ------------ | ------------------------------------------------------------------- |
| Паровозы FS 740 или FS 735          | 2            | Локомотивы в голове и хвосте состава                                |
| Модифицированная платформа типа РОZ | 4            | Платформа для морских орудий: на каждой 1 * 120/45 в броневой башне |
| Платформа                           | 1            | Платформа для зенитных орудий: 2 пулемёта «Бреда мод. 31» 13,2-мм   |
| Модифицированный вагон типа РО      | 1            | Вагон командования и управления огнём                               |
| Вагон типа F                        | 1            | Вагон для хранения боеприпасов                                      |

Артиллерийский поезд Т. А.120/. Видны два 120-мм орудия в броневых башнях и казематы на платформах
Артиллерийский поезд Т. А.152/
| Подвижной состав               | Число единиц | Назначение                                                        |
| ------------------------------ | ------------ | ----------------------------------------------------------------- |
| Паровозы FS 740 или FS 735     | 2            | Локомотивы в голове и хвосте состава                              |
| Модифицированный вагон типа РО | 1            | Вагон командования и управления огнём                             |
| Платформа типа POZ             | 4            | Платформа для морских орудий: на каждой 1 * 152/40                |
| Платформа типа POZ             | 3            | Платформа для зенитных орудий: на каждой 2 * 76/40                |
| Платформа                      | 1            | Платформа для зенитных орудий: 2 пулемёта «Бреда мод. 31» 13,2-мм |
| Вагон типа F                   | 1            | Вагон для хранения боеприпасов                                    |

### Боевые действия
Основные операции с участием артиллерийских поездов итальянского флота во Второй Мировой войне проходили в Лигурии в июне 1940 года во время итальянской кампании против Франции . 14 июня 1940 поезд T.A. 120/3/S, выйдя из туннеля Кастелло, выпустил 93 снаряда 120-мм по французской эскадре, обстреливавшей Геную.
22 июня 1940 в рамках наступательной операции итальянских войск в Западных Альпах артиллерийские поезда флота поддерживали огнём наступление дивизий «Коссерия» и «Кремона». Поезд T.A. 120/2/S на двухколейном участке пути у Капо-Мортола, выйдя из туннеля Анбюри, вступил в бой с сильными укреплениями противника. Сделав 232 выстрела, через полчаса поезд отступил, оказавшись под сильным огнём французских гаубиц. Командир поезда капитан-лейтенант Джованни Инграо и 5 матросов были убиты, пытаясь отцепить от состава повреждённый вагон с боеприпасами, мешавший отвести поезд в туннель. Всего из команды поезда T.A. 120/2/S было убито 8 человек и 14 ранено. Капитан-лейтенант Инграо посмертно был награждён Золотой Медалью за воинскую доблесть.
На следующий день 23 июня в бой снова вступили поезда T.A. 120/2/S и T.A. 120/5/S, которые успешно обстреливали французские форты укреплённого района Кап Мартен, выпустив соответственно 150 и 208 снарядов, сами же поезда не получили повреждений от вражеского огня.
После окончания военных действий против Франции, в августе 1940 поезд T.A. 120/1/S был переведён на Сицилию, а T.A. 120/4/S в Калабрию. В апреле 1941 поезда T.A. 152/3/T и T.A.152/5/T были переведены на адриатическое побережье, соответственно в Порто-Сан-Джорджио и Фано. В мае 1941 поезд T.A. 120/3/S из Альбисолы был переведён в Порто-Эмпедокле на Сицилию. T.A. 152/1/T из Термини-Имерезе (Сицилия) был переведён в Метапонто (Базиликата).
Хотя к июлю 1943 на Сицилию было переведено 10 артиллерийских поездов, ни один из них не смог принять участие в боевых операциях по отражению высадки англо-американских войск — из-за полного господства в воздухе авиации союзников поезда не могли выйти из своих укрытий и были взорваны экипажами при отступлении с острова.